# Hesperophylax mexico
Hesperophylax mexico är en nattsländeart som beskrevs av Parker och Wiggins 1985. Hesperophylax mexico ingår i släktet Hesperophylax och familjen husmasknattsländor. Inga underarter finns listade i Catalogue of Life.